# هارولد بارتون (لاعب كريكت)
هارولد بارتون (10 نوفمبر 1882 في المملكة المتحدة - 3 يوليو 1970 في المملكة المتحدة)  (بالإنجليزية: Harold Barton)‏ هو لاعب كريكت بريطاني وبريطاني (وحمل سابقاً جنسية المملكة المتحدة لبريطانيا العظمى وأيرلندا). لعب مع نادي مقاطعة هامبشاير للكريكت ‏ وBuckinghamshire County Cricket Club ‏.

## وصلات خارجية
- هارولد بارتون على موقع إي آس بي آن كريك إنفو (الإنجليزية)